# The Nightwatchman
The Nightwatchman is het alter ego en soloproject van de Amerikaanse muzikant Tom Morello, bekend als gitarist van Rage Against the Machine en Audioslave.
The Nightwatchman begon met spelen in een koffiehuis in Los Angeles voor een klein publiek, maar toerde al snel mee met Billy Braggs Tell Us the Truth-tour. Morello had in eerste instantie geen plannen voor een muziekopname, maar voor Songs and Artists that Inspired Fahrenheit 9/11 nam hij "No One Left" op.
In februari 2007 kondigde The Nightwatchman het album One Man Revolution aan, welke zou verschijnen op 24 april.
Morello beschrijft The Nightwatchman als:
"the black Robin Hood of 21'st century music"
en
"a reaction against illicit wars, a reaction against first strikes, torture, secret prisons, spying illegally on American citizens. It's a reaction against war crimes, and it's a reaction against a few corporations that grow rich this illicit war while people beg for food in the city streets."

## Discografie
- One Man Revolution (Epic Records 2007)
- The Fabled City (Epic Records 2008)
- Union Town (New West Records 2011)
- World Wide Rebel Songs (New West Records 2011)